# عقد 100 هـ
عقد 100 هـ هو الفترة بين عام 100 إلى 109 في التقويم الهجري، أي العشر سنوات الأولى من القرن الثاني الهجري.